# Olaszország elnöke
Olaszország elnöke (olaszul Presidente della Repubblica Italiana) Olaszország államfője, a legmagasabb rangú olasz állami hivatalnok, aki az alkotmány szerint a nemzeti egységet képviseli, azzal a feladattal, hogy az ország politikáját az alkotmányosság kereti között tartsa. Mandátuma hét esztendő. A jelenlegi elnök Sergio Mattarella korábbi alkotmánybíró, akit 2015. január 31-én választottak meg, az 1099 választó közül 665 támogatásával. Előde, a 11. elnök Giorgio Napolitano volt, aki 2006-tól viselte a hivatalt, 2013. április 20-án az olasz történelemben először még egy ciklusra megválasztották, de ígéretéhez híven a mandátuma lejárta előtt lemondott.

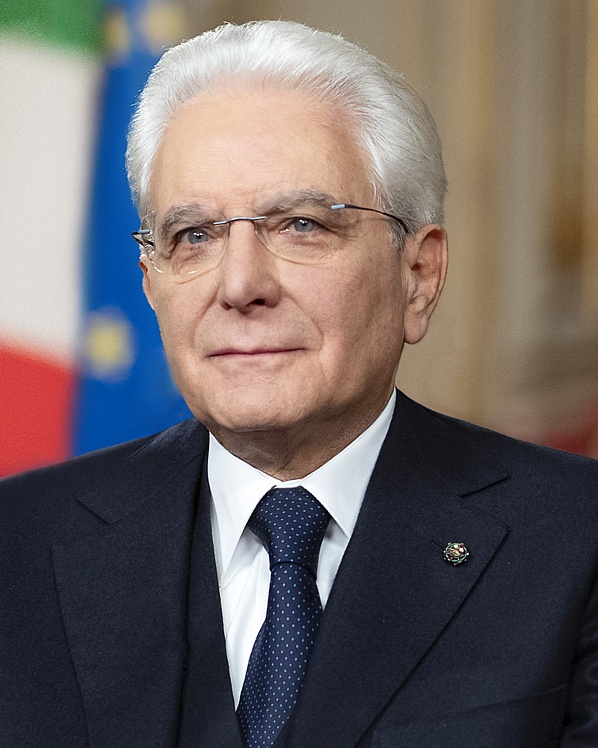
A jelenlegi (2022. január) elnök, Sergio Mattarella

## A hivatal viselésének feltételei
Olaszország alkotmányának rendelkezései szerint az elnök tekintélyes korú személy. A 84. cikkely szerint az választható meg a posztra, aki a szavazás napjáig betöltötte az ötven évet, és a személyes politikai és polgári jogok birtokában van. Az elnöki hivatal nem összeegyeztethető más hivatallal, ezért az elnöknek esküje megtétele előtt le kell mondani egyéb hivatalairól.
Az 1948-as alkotmány nem korlátozza az egy személy által betölthető elnöki munka idejét, de 2013-ig egy elnök sem indult újra a hivatalért mandátuma lejárta után. 2013-ban Giorgio Napolitano elnök azzal az indokkal indult újra, hogy ezzel megoldja az elnökválasztáson kialakult patthelyzetet. Ugyanazon a napon újra is választották. Már ekkor világossá tette, hogy nem tölti ki végig a második elnöki mandátumot. 2015 januárjában le is mondott.

## Választása

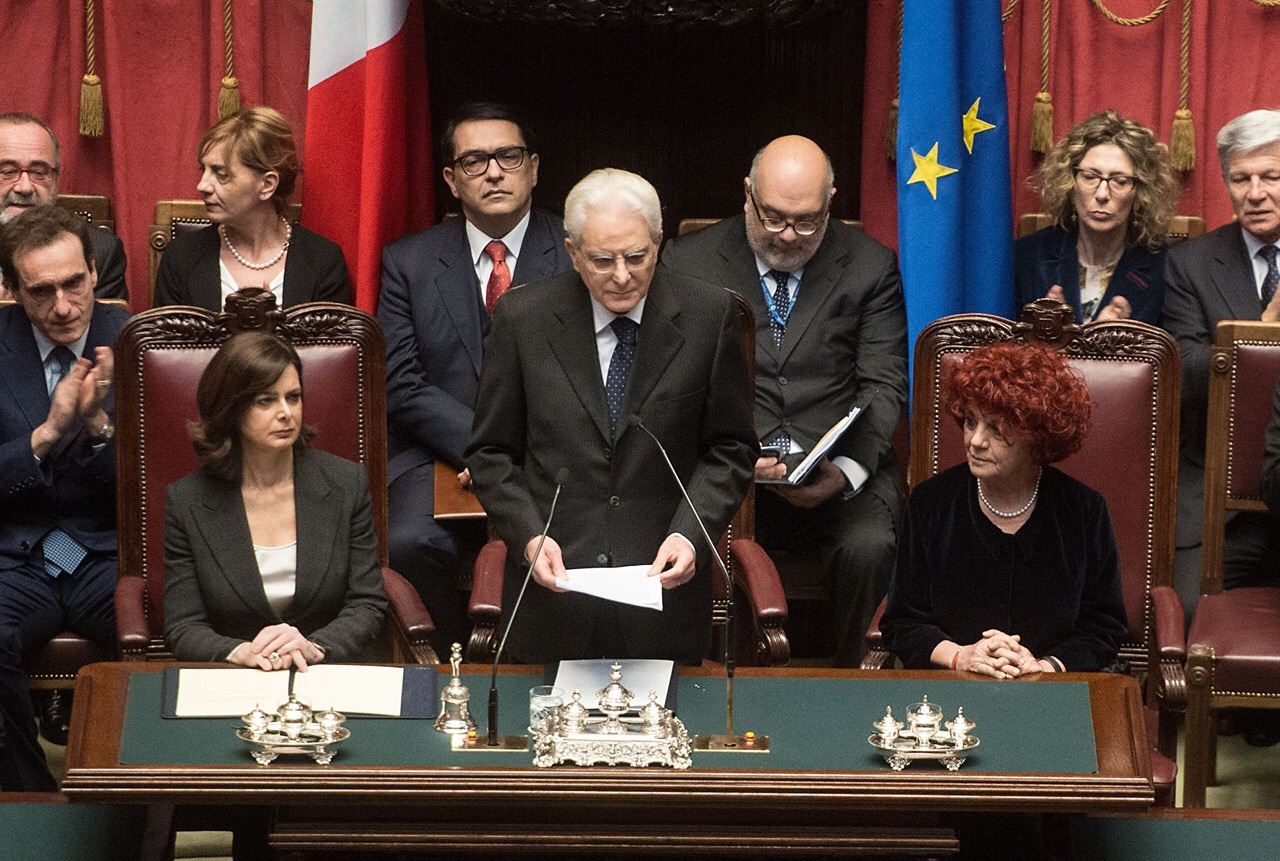
Mattarella elnök székfoglaló beszédét tartja a parlamentben 2015. február 3-án.

Az olasz köztársasági elnököt egy elektori testület választja meg. Ez a parlament két kamarájának - a képviselőháznak és a szenátusnak - a tagjaiból áll, és a 20 olasz régió delegálta 58 elektorból. Minden régió három elektort küld, kivéve az apró Valle d’Aosta (Aosta-völgy) régiót, amely csak egy elektort delegálhat.
Az alkotmány szerint a köztársasági elnök megválasztása titkos szavazással történik: 316 szenátor, 630 képviselő és 58 régióelektor voksolhat. Az első három fordulóban kétharmados többség hozhat döntést, a negyedikben már elég az egyszerű többség. Az elektori testület ülésén a képviselőház elnöke elnököl, akinek a felszólítására a szavazatok megszámlálása nyilvánosan történik. A szavazást a képviselőház székhelyén, a Montecitorio palotában tartják.
Az elnök azután foglalja el hivatalát, hogy felesküszik a parlamentben és székfoglaló beszédet tart.

## Az elnök mandátuma
Az elnök mandátuma hét éves, tehát ugyanaz a parlament nem választhatja újra, hiszen a parlament házainak a ciklusa ötéves.
A mandátum lemondással, az elnök halálával vagy komoly betegség okozta tartós akadályoztatásával érhet véget. Az elnök elmozdítható, ha hazaárulást követ el, vagy megsérti az alkotmányt.
A leköszönt elnökök a Köztársaság Emeritusa címet kapják, és örökös szenátorrá nevezik ki őket. A köztársasági elnök távollétében, például ha külföldre utazik, teendőit a szenátus elnöke intézi.

Az ideiglenes elnök zászlaja

Az alkotmány 86. cikkelye szerint minden esetben, amikor a köztársasági elnök nem képes ellátni feladatait, ügyvezető elnökként a szenátus elnöke helyettesíti ideiglenesen.
Amennyiben az elnök tartósan képtelenné válik a hivatal feladatai ellátására, meghal vagy lemond, a képviselőház elnöke 15 napon belüli időpontra elnökválasztást ír ki, kivéve parlament feloszlatása idején, illetve az ezt megelőző három hónapot.

## Az elnök szerepe
Az alkotmány szerint az elnök feladatai, illetve jogai közé tartoznak a következők:
1. Külügyekben:
  - Akkreditálja és fogadja a külföldi diplomatákat.
  - A parlament felhatalmazásával aláírja a nemzetközi szerződéseket (amennyiben ez szükséges az alkotmány 80. cikkelye értelmében).

1. - Hivatalos látogatásokra megy külföldre, egy kormánytag kíséretében.

- A parlament döntése alapján deklarálja a háborús helyzetet.

1. Parlamenti ügyekben:
  - Jelöl legfeljebb öt örökös szenátort.

1. - Rendkívüli ülésre hívhatja össze a parlament házait és fel is oszlathatja őket.
  - Választást írhat ki, és kijelöli az új parlamenti kamarák első ülésének a dátumát.

1. Törvényhozási ügyekben:
  - Engedélyezi a kormányzati törvénytervezetek parlamenti benyújtását.
  - Hatályba helyezi a parlament elfogadta törvényeket.
  - Visszaküldhet elfogadott törvényt újramegfontolásra a parlamenti házaknak (de egy törvényt csak egyszer).

1. A népszuverenitás ügyeiben:
  - Népszavazást írhat ki.
  - Kinevezi a miniszterelnököt és a miniszterelnök javaslatára a minisztereket.
  - Elfogadja a kormány esküjét.
  - Elfogadhatja a kormány lemondását.
  - A kormány javaslatára rendeletet adhat ki. Ezek azonban hatvan nap után hatályukat vesztik, ha a parlament nem hosszabbítja meg őket.
  - Kinevez bizonyos állami hivatalnokokat.
  - Elnököl a Legfőbb Védelmi Tanácsban (Consiglio Supremo di Difesa) és ellátja a hadsereg főparancsnoki posztját.
  - Feloszlathatja a régiók tanácsait és elmozdíthatja az elnökeiket.

1. Igazságszolgáltatási ügyekben:
  - Elnököl a Felső Igazságszolgáltatási Tanácsban (Consiglio Superiore della Magistratura )
  - Kinevezi az Alkotmánybíróság tagjainak egyharmadát.
  - Kegyelmet adhat.

A gyakorlatban az elnök szerepe többnyire ceremoniális, de nem kizárólag az. Az alkotmány szerint az elnök szinte minden döntését alá kell írnia egy kormánytagnak is, hiszen a politikai felelősség a kormányé. A maradék jó része kötelesség. A kegyelem adása autonóm elnöki jogkör.

## Lakhelye
Az elnök rezidenciája a római Quirinale-palota. Rendelkezésére áll a Róma közelében lévő Castellporziano és a Nápolyhoz közeli Villa Rosebery is.